# Ademar Saccone
Ademar Saccone (Montevideo, 11 ottobre 1934) è un ex calciatore uruguaiano, di ruolo centrocampista ed attaccante. Ha giocato in vari paesi dell'intero continente americano.

## Carriera
Dopo esser stato in forza ai costaricani dell'Uruguay de Coronado e degli uruguaiani del Nacional, dal 1960 al 1963 milita con i messicani dell'Irapuato. Nel 1963 passa ai costaricani del Saprissa e poi a quelli dell'Herediano.
Terminata l'esperienza costaricana passa ai salvadoregni dell'Atlético Marte, con cui giocherà sino al 1967.
Nell'estate 1967 viene ingaggiato dagli statunitensi dell'Oakland Clippers, con cui vince la NPSL I, progenitrice insieme alla USA, della più nota NASL. L'anno dopo sempre con i Clippers disputa la prima edizione della NASL, chiusa al secondo posto della Pacific Division.
Nel 1969 viene ingaggiato dal Kansas City Spurs con cui vince la North American Soccer League 1969, segnando la prima delle reti nella vittoria per 2-0 contro i Baltimore Bays che permise agli Spurs di superare in classifica l'Atlanta Chiefs grazie ai 2 punti assegnati per ogni rete. 
Nella successiva ottiene il secondo posto della Northern Division, alle spalle dei futuri campioni del Rochester Lancers.
Contemporaneamente alla su militanza con gli Spurs, Saccone giocò con i N.Y. Greek American, militanti nella American Soccer League.

## Palmarès
- NPSL I: 1

Oakland Clippers: 1967
- North American Soccer League: 1

Kansas City Spurs: 1969